# 大湖せしる
大湖 せしる（だいご せしる、1983年3月8日 - ）は、日本の女優。元宝塚歌劇団雪組の女役スター。
兵庫県川西市、聖母被昇天学院高等学校出身。身長166cm。愛称は「せし」、「せしこ」。
所属事務所はオリオンズベルトグローバル。

## 来歴
2000年、宝塚音楽学校入学。
2002年、宝塚歌劇団に88期生として入団。入団時の成績は33番。星組公演「プラハの春／LUCKY STAR!」で男役として初舞台。その後、雪組に配属。
男役のホープとして活躍し、2008年の「マリポーサの花」で新人公演初主演。
2012年5月28日付で女役へと転向。入団11年目での女役転向は宝塚史上初となった。
2013年の「春雷」でバウホール公演初ヒロイン。
2014年の「パルムの僧院」で、星乃あんりとバウホール公演ダブルヒロイン。
2015年の「アル・カポネ」（ドラマシティ・赤坂ACTシアター公演）で、東上公演初ヒロイン。
2016年5月8日、「るろうに剣心」東京公演千秋楽をもって、宝塚歌劇団を退団。
退団後は2.5次元ミュージカルを中心に出演を続け、活躍の場を広げている。

## 宝塚歌劇団時代の主な舞台

### 初舞台
- 2002年4 - 5月、星組『プラハの春』『LUCKY STAR!』（宝塚大劇場のみ）

### 雪組男役時代
- 2002年8 - 9月、『追憶のバルセロナ』『ON THE 5th』（東京宝塚劇場のみ）
- 2003年1 - 5月、『春麗の淡き光に』『Joyful!!』
- 2003年6 - 7月、『アメリカン・パイ』（バウホール・日本青年館）
- 2003年8 - 12月、『Romance de Paris』『レ・コラージュ』
- 2004年1 - 2月、『Romance de Paris』『レ・コラージュ』（中日劇場）
- 2004年4 - 7月、『スサノオ』『タカラヅカ・グローリー!』
- 2004年11 - 2005年2月、『青い鳥を捜して』 - 新人公演：ミシェル（本役：沙央くらま）『タカラヅカ・ドリーム・キングダム』
- 2005年3 - 4月、『睡（ねむ）れる月』（ドラマシティ・日本青年館・福岡市民会館） - 日野資親／真木弥三郎
- 2005年6 - 10月、『霧のミラノ』 - ペーター、新人公演：クリスチャン・クライス（本役：音月桂）『ワンダーランド』
- 2005年11月、『銀の狼』 - ブリエ『ワンダーランド』（全国ツアー）
- 2006年2 - 5月、『ベルサイユのばら-オスカル編-』 - 小公子、新人公演：メルキオール（本役：壮一帆／麻愛めぐる）
- 2006年7月、『Young Bloods!!-魔夏の吹雪-』（バウホール） - ウィリー三浦
- 2006年9 - 12月、『堕天使の涙』 - シャルル、新人公演：セバスチャン・ルグリ（本役：音月桂）『タランテラ!』
- 2007年2月、『ハロー!ダンシング』（バウホール）
- 2007年5 - 8月、『エリザベート』 - 黒天使、新人公演：ルイジ・ルキーニ（本役：音月桂）[6][9]
- 2007年9 - 10月、『星影の人』 - 高木剛『Joyful!!II』（全国ツアー）
- 2008年1 - 3月、『君を愛してる-Je t'aime-』 - ペルシル、新人公演：アルガン（本役：彩吹真央）『ミロワール』
- 2008年5 - 6月、『外伝 ベルサイユのばら-ジェローデル編-』 - 衛兵隊ジュール『ミロワール』（全国ツアー）
- 2008年8 - 11月、『ソロモンの指輪』『マリポーサの花』 - チャモロ、新人公演：ネロ（本役：水夏希） 新人公演初主演[5][6][9]
- 2009年1月、『忘れ雪』（バウホール・日本青年館） - 桜木満
- 2009年3 - 5月、『風の錦絵』『ZORRO 仮面のメサイア』 - フリオ
- 2009年7 - 10月、『ロシアン・ブルー』 - イーゴリ・イリインスキー『RIO DE BRAVO!!（リオ デ ブラボー）』
- 2009年11 - 12月、『情熱のバルセロナ』 - ファノ『RIO DE BRAVO!!（リオ デ ブラボー）』（全国ツアー）
- 2010年2 - 4月、『ソルフェリーノの夜明け』 - ローデン『Carnevale（カルネヴァーレ）睡夢（すいむ）』
- 2010年6 - 9月、『ロジェ』 - アイザック『ロック・オン!』
- 2010年10 - 11月、『はじめて愛した』（ドラマシティ・日本青年館） - リシャール
- 2011年1 - 3月、『ロミオとジュリエット』 - 愛[6][9]
- 2011年4 - 5月、『ニジンスキー-奇跡の舞神-』（バウホール・日本青年館） - アドルフ・ボルム
- 2011年7月、『ハウ・トゥー・サクシード』（梅田芸術劇場） - デイビス
- 2011年9 - 11月、『仮面の男』 - ロシュフォール『ROYAL STRAIGHT FLUSH!!』
- 2011年12 - 2012年1月、『Samourai』（ドラマシティ・日本青年館） - レオン
- 2012年3 - 5月、『ドン・カルロス』 - セバスティアン『Shining Rhythm!』

### 雪組娘役時代
- 2012年7 - 8月、『双曲線上のカルテ』（バウホール・日本青年館） - クラリーチェ・マルチーノ
- 2012年10 - 12月、『JIN-仁-』 - お駒『GOLD SPARK!-この一瞬を永遠に-』
- 2013年2月、『ブラック・ジャック』（ドラマシティ・日本青年館） - カテリーナ
- 2013年4 - 7月、『ベルサイユのばら-フェルゼン編-』 - オルタンス
- 2013年8 - 9月、『春雷』（バウホール） - ロッテ バウ初ヒロイン[8][6][9]
- 2013年11 - 2014年2月、『Shall we ダンス?』 - バーバラ『CONGRATULATIONS 宝塚!!』[6]
- 2014年3 - 4月、『心中・恋の大和路』（ドラマシティ・日本青年館） - かもん太夫
- 2014年6 - 8月、『一夢庵風流記 前田慶次』 - 加奈『My Dream TAKARAZUKA』
- 2014年10 - 11月、『パルムの僧院-美しき愛の囚人-』（バウホール） - サンセヴェリーナ公爵夫人 バウWヒロイン[6]
- 2015年1 - 3月、『ルパン三世 -王妃の首飾りを追え!-』 - 峰不二子『ファンシー・ガイ!』[3][6][9]
- 2015年5 - 6月、『アル・カポネ-スカーフェイスに秘められた真実-』（ドラマシティ・赤坂ACTシアター） - メアリー・ジョゼフィン・カフリン 東上初ヒロイン[6][10]
- 2015年7 - 10月、『星逢一夜（ほしあいひとよ）』 - 貴姫『La Esmeralda（ラ エスメラルダ）』
- 2015年11 - 12月、『哀しみのコルドバ』 - メリッサ『La Esmeralda（ラ エスメラルダ）』（全国ツアー）
- 2016年2 - 5月、『るろうに剣心』 - 高荷恵 退団公演[3][6]

### 出演イベント
- 2003年10月、樹里咲穂コンサート『JUBIEE-S』[11]
- 2006年6月、貴城けいディナーショー『NEXT DOOR』
- 2007年11月、轟悠コンサート『Lavender Monologue』
- 2008年12月、タカラヅカスペシャル2008『La Festa!』
- 2009年12月、タカラヅカスペシャル2009『WAY TO GLORY』
- 2010年12月、タカラヅカスペシャル2010『FOREVER TAKARAZUKA』
- 2014年12月、タカラヅカスペシャル2014『Thank you for 100 years』[9]
- 2015年12月、タカラヅカスペシャル2015『New Century，Next Dream』

## 宝塚歌劇団退団後の主な活動

### 舞台
- 2016年7月、『グレート・ギャツビー』（サンシャイン劇場・名古屋市芸術創造センター・サウスホール・新神戸オリエンタル劇場） - ジョーダン・ベイカー[12]
- 2016年9 - 10月、『新版 国性爺合戦』（シアター1010・東海市芸術劇場・福岡市民会館・ドラマシティ） - 錦祥女[13]
- 2016年11 - 2017年1月、『クロスハート』（EX THEATER ROPPONGI・Zeppブルーシアター六本木・森ノ宮ピロティホール） - ティエリ／手塚えり[14]
- 2017年5 - 8月、『NARUTO-ナルト-〜暁の調べ〜』（AiiA 2.5 Theater Tokyo・大阪メルパルクホール） - 綱手[15]
- 2018年3月、『斬劇「戦国BASARA」第六天魔王』（AiiA 2.5 Theater Tokyo・森ノ宮ピロティホール） - 京極マリア[16]
- 2018年6月、『ジョーカー・ゲームII』（シアター1010・メルパルク大阪） - レニ・リーフェンシュタール[17]
- 2018年11月、『刀使ノ巫女』（天王洲 銀河劇場） - 高津雪那[18]
- 2019年1月、『からくりサーカス』（新宿FACE） - コロンビーヌ[19]
- 2019年3月、『どろろ』（ドラマシティ・サンシャイン劇場・ももちパレス・三重県文化会館） - 縫の方[20]
- 2019年7月、『斬劇「戦国BASARA」天政奉還』（ヒューリックホール東京・ドラマシティ） - 京極マリア[21]
- 2019年10 - 12月、『NARUTO-ナルト-〜暁の調べ〜』（メルパルク大阪・TOKYO DOME CITY HALL・天王洲銀河劇場・深圳保利劇院） - 綱手[22]
- 2020年7 - 8月、『憂国のモリアーティ Op.2（オーパスツー）-大英帝国の醜聞-』（天王洲 銀河劇場・京都劇場） - アイリーン・アドラー[23]
- 2020年9月、『Identity V STAGE Episode3「Cry for the moon」』（TACHIKAWA STAGE GARDEN） - 血の女王（マリー）[24]
- 2020年12月、『Run For Your Wife』（六行会ホール） - バーバラ・スミス[25]
- 2021年8月、『憂国のモリアーティ Op.3（オーパススリー）-ホワイトチャペルの亡霊-』（ステラボール・サンケイホールブリーゼ） - ジェームズ・ボンド[26]
- 2024年6月、『鋼の錬金術師』 - ラスト役[27]。
- 2024年9月、『素敵なカミングアウト』（浅草花劇場） - 苫米地朋美[28]
- 2025年1 - 2月、『三毛猫ホームズ」』（COOL JAPAN PARK OSAKA WWホール・ヒューリックホール東京） - 永江有恵[29][30]
- 2025年4 - 5月、『誰ソ彼ホテル』（飛行船シアター） - 瑪瑙[31]
- 2025年6月、『あのころの僕、これからの俺 〜タイムスリップ1970〜』（扇町ミュージアムキューブ）[32]
- 2025年12月、『幻想水滸伝-門の紋章戦争篇-』（シアターH・京都劇場） - ウィンディ[33]

### ネット配信
- ライブストリーミング演劇『エスケープフロムライブラリー』（2024年10月19日、Streaming+）[34]

## TV出演
- 2007年12月、フジテレビ『2007 FNS歌謡祭』